# ربيع جابر (أديب)
ربيع جابر  هو روائي وكاتب وصحافي لبناني ولد في بيروت العام 1972. حاصل على شهادة في الفيزياء من الجامعة الأمريكية في بيروت. عمل في تحرير الملحق الثقافي الأسبوعي آفاق في جريدة الحياة في طبعتها التي كانت تصدر في لندن. حاز جابر على الجائزة العالمية للرواية العربية لدورة عام 2012 عن روايته دروز بلغراد، وأعلن ذلك في أبوظبي في 27 آذار (مارس) 2012. وترجمت روياته إلى الفرنسية والألمانية، منها: «دروز بلغراد»، و"الاعترافات"، و«رحلة الغرناطي»، و«بيريتوس: مدينة تحت الأرض».

## بدايات
ولد ربيع جابر في بيروت في العام 1972، وبسبب نشوب الحرب الأهلية اللبنانية، قضى معظم سنوات الحرب في الجبل في بلدة بعقلين الشوفية، حيث كانت الحياة في ذلك الوقت موزعة بين المدارس والملاجئ، بين الملاعب والحقول وأخبار الاقتحامات والجبهات.

وعن حياته وتأثير المكان على كتاباته الأولى، يقول جابر في حوار معه: 
«ولدت في بيروت سنة 1972 في مستشفى صغير محته سنوات الحرب عن وجه الأرض. كان يقع في جوار المتحف الوطني وتلك المنطقة تحولت بعد 1975 إلى جزء من خط التماس الأخضر المشهور الذي قسم بيروت إلى مدينتين متناحرتين بيروت الشرقية وبيروت الغربية على امتداد 15 سنة. خط التماس الذي صار خيالياً الآن أو غير موجود كان بين 1975 و1990 عبارة عن أحياء كاملة متداعية محروقة ينتشر فيها الشوك والخراب والكلاب المسعورة وترمى فيها جثث مخطوفين قطعت أعمارهم بسبب كلمة على الهوية. إذا ذهبت إلى هناك الآن تجد زحمة وسياحة وأعمالاً مزدهرة وأبنية مرممة وأبراجاً سكنية جديدة فخمة ومتاجر عالمية تبيع ما تشتهي وجنب هذا ترى بعض آثار الحرب مثل بيت مهجور محطم أو حائط مخرم بثقوب الشظايا والرصاص. لا ترى جثثاً عارية مكومة لم ييبس الدم النازف منها بعد. مرّ الزمن والزمن رحيم».
في العام 1989 استقرّ في «بيروت الغربية»، وسكن في الجامعة الأميركية، وحصل على درجة البكالوريوس في الفيزياء من الجامعة نفسها.
في العام 1996 نشر ربيع جابر تحت اسم مستعار هو نور خاطر رواية عنوانها «الفراشة الزرقاء».
اتجه للعمل في الصحافة في العام 2001، فعمل محررًا في الملحق الثقافي الأسبوعي «آفاق» الذي كانت تصدره جريدة "الحياة".
ومنذ بداياته، رأى جابر «الكتابة بأنها الخلاص الوحيد، الدرب الواضح المضيء الذي سيمشي عليه»، علمًا أن لا أحد يعلمُ الكثير عن حياته الشخصية إلاّ القليل، وما استشفه الناس من كتبه وبعض التصريحات القليلة جداً.

## نشاطه الثقافي والسردي
نشر ربيع جابر نحو 19 رواية ما بين 1992 و2014. ففي العشرين من عمره، نشر روايته الأولى سيّد العتمة (1992)، وقد فازت بجائزة الناقد للراوية.
في العام 2010 رشح جابر لنيل الجائزة العالمية للرواية العربية على رواية «أميركا» الذي اقتبس منه فيلم بالاسم نفسه. إلا أنه فاز بها في العام 2012 عن روايته دروز بلغراد… حكاية حنا يعقوب في عمر 40 عامًا. ويعدّ أول روائي لبناني يفوز بالجائزة. وقد ترجمت الرواية إلى الفرنسية في باريس عن دار غاليمار في سلسلة «من العالم أجمع» وأنجز الترجمة سيمون كورساي وشارلوت واليز.
كانت روايته «أميركا» قد استغرقت كتابة متقطّعة من العام 1998 إلى العام 2009، أصدر خلال تلك الأعوام أكثر من رواية، لكن رواية أميركا لم تكن لتنتهي بعد.

أما عند كتابة رواية «دروز بلغراد»، فقد قضى سنوات في البحث عن تلك الفترة في مكتبة الطابق السفلي في الجامعة الأمريكية في بيروت. وقال: 
«قضيت ساعات في مسح أرشيفات الأوراق العثمانية، قد أعطاني هذا فكرة عما كانت عليه الحال في ذلك الوقت».
وعن دروز بلغراد، قالت لجنة تحكيم جائزة البوكر:
«العمل الأكثر تميزاً ولمعاناً واجتهاداً فاستحقت جائزة البوكر العربية للرواية للعام 2012 لتصويرها القوي لهشاشة الوضع الإنساني من خلال إعادة خلق قراءة تاريخية ماضية في لغة عالية الحساسية». 
وتدور الرواية حول واقعة تاريخية حدثت بعد اندلاع الحرب الأهلية في جبل لبنان (1860) أيّام السلطنة العثمانية، إذ صدر الفرمان العثماني باعتقال 550 درزيًّا، لينسج منها جابر حكاية حنّا يعقوب المتخيلّة، بائع البيض المسيحي الذي يسوقه حظّه النحس في صباح ربيعي إلى ساحة يُعتقل فيها ظلماً ليكون الشخص البديل من أحد أبناء الشيخ غفر عز الدين، بعدما دفع والده رشوة إلى الضابط العثماني، هكذا يغدو حنّا يعقوب، المسيحي الماروني، واحد من «الدروز» المنفيين إلى بلجراد، إحدى دول البلقان، عقاباً على اعتدائهم على المسيحيين الموارنة.
في العام 2017 فازت روايته «الاعترافات» بالجائزة الأدبية عن مركز القلم الدولي في أميركا، عن فئة الترجمة، وقد ترجمها كريم جيمس أبو زيد. وتدور الرواية الصادرة عن المركز الثقافى العربي (2009)، حول «مارون الصغير الذي يحكي قصته مع عائلته أيام الحرب الأهلية بلبنان بين عامي 1975 و1990، فيتحدث عن والده، وأمه، وشقيقه الأكبر وشقيقاته، وعن أخيه الصغير الذي لم يره، لكنه يرى صورته معلقة على الحائط».

### أسلوبه
يعتمد جابر في كتابة رواياته الأسلوب الواضح، إذ «يسحبك معه لتعيش تفاصيل الرواية وعمقها حتى تشعر أنك أمام مشهدٍ من فيلم ليس ورقةً في كتاب وحسب، يختلف على تقبّله وحبّه كثيرون حيث يصفه البعض ممن قرأوه بأنه واضحٌ حدّ الأذى بعيدٌ من أية مشاعر».
وتأخذ رواياته "المنحى الذي يمسك القارئ من كتفيه ويهزه عنيفًا، يتردّد بين الماضي والحاضر، الواقع والحلم، فيمثّل ذاتًا لإنسان خبِر الحروب اللبنانية ومفاعيلها مع إظهار عبثية الموت وابتذال العيش، وهذا ما يظهر جليًا في روايته التي وثقت الحرب الأهلية اللبنانية بطريقة دقيقة “الاعترافات”.

### تكريم
كُرّم جابر في العام 2009 باختياره ضمن مشروع «بيروت 39»، لاختيار أفضل 39 كاتبًا وكاتبة عرب دون سن الأربعين، وصدر الكتاب بمناسبة بيروت العاصمة العالمية للكتاب في العام 2009. وضمّ الكتاب إبداعات لأدباء وشعراء تحت سن التاسعة والثلاثين في العالم العربي. وكان قد تم الإعلان عن القائمة في معرض فرانكفورت العالمى للكتاب في 16 تشرين الأول (أكتوبر) 2009.

## مؤلفاته
تنوعت موضوعات ربيع جابر الروائية بين التاريخ والواقع الاجتماعي والسياسي والنفسي، ولا سيما في الغوص في تفاصيل وأبعاد الحرب الأهلية اللبنانية وتداعياتها لاحقا على المجتمع اللبناني، كما كتب عن أعماله العديد من الكتابات والدراسات والأبحاث.
من أبرز أعماله الروائية:
- 1992: سيّد العتمة [17]
- 1995: شاي أسود [32]
- 1996: البيت الأخير
- 1996: الفراشة الزرقاء [33]
- 1997: رالف رزق الله في المرآة
- 1997: كنْتُ أميراً [34]
- 1998: نظرة أخيرة على كين ساي
- 1999: يوسف الإنجليزي
- 2003: بيروت مدينة العالم
- 2005: بيروت مدينة العالم 2
- 2005: رحلة الغرناطي (ترجمة لكتابه بالألمانية Granadianens resa)[35]
- 2006: تقرير ميليس (صدرت ترجمتها إلى الإنجليزية سنة 2013، وأنجزها كريم جيمس أبو زيد)
- 2007: بيروت مدينة العالم 3
- 2008: الاعترافات (صدرت ترجمتها إلى الإنجليزية سنة 2016، وأنجزها كريم جيمس أبو زيد)
- 2009: بيريتوس: مدينة تحت الأرض (وأيضا صادر بالفرنسية)
- 2009: أميركا (صدرت في 6 طبعات) [36][37]
- 2011: دروز بلغراد (صدرت في 19 طبعة) [38]
- 2011: طيور الهوليدي أن
- 2014: المبرومة - مختصر طيور الهوليداي ان [39]

## قيل فيه
يصف المؤرخ اللبناني الراحل كمال الصليبي ربيع جابر بأنه «حكواتي بالفطرة»، ويدعو إلى قراءة أعماله مرة تلو مرة، وكان كمال قد ألقى محاضرة في جامعة هارفارد عن ربيع بعنوان: «كيف يكتب ربيع جابر التاريخ؟»، ونشر عنه كتاب باللغة الإنجليزية، كما صنفه واحد من أهم كُتاب التاريخ.

ويقول الشاعر اللبناني عباس بيضون عنه: 
«إن ربيع جابر لا يختار فحسب أن يكون روائيًا، إنما دائمًا يبقى طموحه وشاغله ومقاصده روائية، بل إنه بهذا الطموح جعل من رواياته الواحدة تلو الأخرى تجارب فنية، ففى كل رواية من روايات ربيع جابر نتذكر نمطًا عالميًا، كأن الروائي في تجاربه الروائية يحوّل الرواية إلى مباراة يقتحمها ويخوضها شوطًا بعد شوط، ويتجول جابر في التواريخ القديمة، فهو يتقن وبمهارة البحث في تفاصيل المكان وجغرافيته، يتفنن في ي صنع التواريخ كما لو أنه عاش في كل مكان على الأرض، يجعل القارئ يحيا التاريخ نفسه».
ويقول الناقد فيصل دراج عنه: 
«ما التاريخ عنده إلا حكاياته وما الماضي إلا فضاء زمني شاسع ينشد الإنسان فيه متعة الحكايات» 

## وصلات خارجية
- «البينية في التخييل السردي» دراسة في روايات الكاتب اللبناني ربيع جابر
- ربيع جابر: الروائي الخجول الذي أربك «بوكر»